# Horace Twiss
Horace Twiss KC (28 février 1787  - 4 mai 1849) est un écrivain et homme politique anglais.

## Biographie
Twiss est né à Bath, Somerset, fils de Francis Twiss (en) (1760–1827) et de son épouse Frances Kemble (sœur de Sarah Siddons née Kemble). Il est un érudit shakespearien. Dans sa jeunesse, il écrit des articles légers pour les journaux; il devient un avocat prospère et est nommé conseiller de la reine en 1827. En 1820, il est élu au Parlement, où, avec quelques interruptions, il siège jusqu'en 1841, occupant le poste de sous-secrétaire d'État à la Guerre et aux Colonies en 1828-1830. En 1844, il est nommé vice-chancelier du duché de Lancaster, poste bien rémunéré qui lui permet de jouir de sa popularité dans la société londonienne. Pendant quelques années, il écrit pour The Times, dans lequel il a d'abord compilé le résumé parlementaire. Sa fille épouse Francis Bacon (décédé en 1840) puis JT Delane, tous deux éditeurs de ce journal. Il est l'auteur de La vie publique et privée du Lord Chancelier Eldon et d'autres volumes. Il meurt subitement à Londres le 4 mai 1849  âgé de 62 ans. Il est le père de Quintin Twiss (en).